# Валчелеле (Клуж)
Валчелеле (рум. Vâlcelele) насеље је у Румунији у округу Клуж у општини Бобална. Oпштина се налази на надморској висини од 340 m.

## Становништво
Према подацима из 2002. године у насељу је живело 146 становника, од којих су сви румунске националности.